# Болдиревська сільська рада
Бо́лдиревська сільська рада (рос. Болдыревский сельский совет) — сільське поселення у складі Ташлинського району Оренбурзької області Росії.
Адміністративний центр — село Болдирево.

## Населення
Населення — 811 осіб (2019; 921 в 2010, 1161 у 2002).

## Склад
До складу сільської ради входять:
| Населений пункт | Населення, осіб (2002) | Населення, осіб (2010) |
| --------------- | ---------------------- | ---------------------- |
| Болдирево, село | 558                    | 445                    |
| Іртек, село     | 269                    | 223                    |
| Лугове, село    | 334                    | 253                    |